# V rytmu srdce
V rytmu srdce (v anglickém originále CODA) je komediálně-dramatický film scenáristky a režisérky Sian Heder z roku 2021. Hlavní roli hraje Emilia Jones, která hraje CODU (anglická zkratka pro „dítě neslyšících rodičů“), jedinou slyšící členku neslyšící rodiny. Dále ve filmu hrají Eugenio Derbez, Troy Kotsur, Ferdia Walsh-Peelo, Daniel Durant a Marlee Matlin.
Film se natáčel v okolí Gloucester, Massachusetts. Jedná se o anglicky mluvící remake francouzského filmu Rodinka Belierových, režiséra Érica Lartigaueho. Světová premiéra se odehrála na Filmovém festivalu Sundance dne 28. ledna 2021. Společnost Apple získala filmová práva za částku 25 milionů dolarů. Apple TV+ uveřejnil film dne 13. srpna 2021. Film získal pozitivní ohlasy kritiků. Americký filmový institut film zařadil mezi 10 nejlepších filmů roku 2021. Získal nominaci na Zlatý glóbus v kategoriích nejlepší film (drama) a nejlepší mužský herecký výkon ve vedlejší roli (pro Kotsura). Na 28. ročníku Cen Sdružení filmových a televizních herců film získal první nominaci pro neslyšící obsazení.

## Obsazení
- Emilia Jones jako Ruby Rossi
- Troy Kotsur jako Frank Rossi
- Daniel Durant jako Leo Rossi
- Marlee Matlin jako Jackie Rossi
- Eugenio Derbez jako Bernardo „Pan V“ Villalobos
- Ferdia Walsh-Peelo jako Miles
- Amy Forsyth jako Gertie
- Kevin Chapman jako Brady